# Hägendorf
Hägendorf ist eine politische Gemeinde im Bezirk Olten des Kantons Solothurn in der Schweiz.

## Geographie

Luftbild (1970)

Hägendorf liegt auf 434 m ü. M., 5 km westsüdwestlich des Bezirkshauptortes Olten (Luftlinie). Das Dorf erstreckt sich in der Ebene am Jurasüdfuss, am Austritt des Cholersbachs aus der Teufelsschlucht (in der gesprochenen Version Tüfelsschlucht) in das Dünnerntal, im so genannten Berggäu.
Die Fläche des 13,9 km² grossen Gemeindegebiets umfasst einen Abschnitt des Solothurner Juras und weist eine grosse landschaftliche Vielfalt auf. Die südliche Gemeindegrenze verläuft weitgehend entlang des kanalisierten Laufs der Dünnern. Von der Dünnern erstreckt sich der Gemeindeboden nordwärts über die Ebene auf die angrenzenden Hänge, die im unteren Teil eine verhältnismässig sanfte Neigung aufweisen und heute weitgehend überbaut sind.
Der weitaus grössere nördliche Gemeindeteil liegt im stark reliefierten Kettenjura, der mehrere hintereinanderliegende, durch Verwerfungen, Überschiebungen und Erosion untergliederte Bergketten umfasst. Entwässert wird dieses Gebiet durch den Cholersbach, der in seinem unteren Streckenabschnitt auch die Teufelsschlucht gebildet hat, und durch den am Südhang der Belchenflue entspringenden Bach, der durch den so genannten Bachrain fliesst. Beide Bäche münden in die Dünnern.
Markante Bergketten, teils mit Felskreten, sind von Süden nach Norden der Ban (841 m ü. M.; zwischen dem Mittelland und dem oberen Cholersbach), Brändlirain und Burgerrain, Allerheiligenberg (bis 1062 m ü. M.) und Homberg (967 m ü. M.), die Gwidemflue (1071 m ü. M.), sowie ganz im Norden (Grenze zum Kanton Basel-Landschaft) die Waldhöhe des Ruchen (mit 1123 m ü. M. die höchste Erhebung von Hägendorf) und der Felsgipfel der Belchenflue (1097 m ü. M.). Von der Gemeindefläche entfielen 1997 13 % auf Siedlungen, 59 % auf Wald und Gehölze und 28 % auf Landwirtschaft.
Zu Hägendorf gehören ausgedehnte Wohnquartiere am unteren Jurasüdhang (Eggberg, Heiligacher westlich und Vogelberg sowie Spitzenrüti östlich der Teufelsschlucht), der Weiler Gnöd (609 m ü. M.) auf einer Geländeterrasse zwischen Teufelsschlucht und Bachrain, die Höhenklinik Allerheiligenberg (880 m ü. M.) (2010 geschlossen), sowie einige Einzelhöfe. Nachbargemeinden von Hägendorf sind Hauenstein-Ifenthal, Rickenbach, Kappel, Gunzgen und Egerkingen im Kanton Solothurn sowie Langenbruck und Eptingen im Kanton Basel-Landschaft.

## Bevölkerung
| Bevölkerungsentwicklung | Bevölkerungsentwicklung |
| Jahr                    | Einwohner               |
| ----------------------- | ----------------------- |
| 1739                    | 569                     |
| 1800                    | 656                     |
| 1850                    | 1113                    |
| 1900                    | 1494                    |
| 1950                    | 2096                    |
| 1970                    | 3210                    |
| 1980                    | 3464                    |
| 1990                    | 3910                    |
| 2000                    | 4178                    |

Mit 5277 Einwohnern (Stand 31. Dezember 2023) gehört Hägendorf zu den mittelgrossen Gemeinden des Kantons Solothurn. Von den Bewohnern sind 91,0 % deutschsprachig, 2,3 % italienischsprachig und 2,2 % sprechen Albanisch (Stand 2000). Die Bevölkerungszahl von Hägendorf stieg im Verlauf des 20. Jahrhunderts kontinuierlich an. Besonders seit 1950 wurde eine deutliche Bevölkerungszunahme verbunden mit einer Verdoppelung der Einwohnerzahl innerhalb von 50 Jahren verzeichnet. Das Siedlungsgebiet von Hägendorf ist heute nahezu lückenlos mit denjenigen von Kappel und Rickenbach zusammengewachsen.

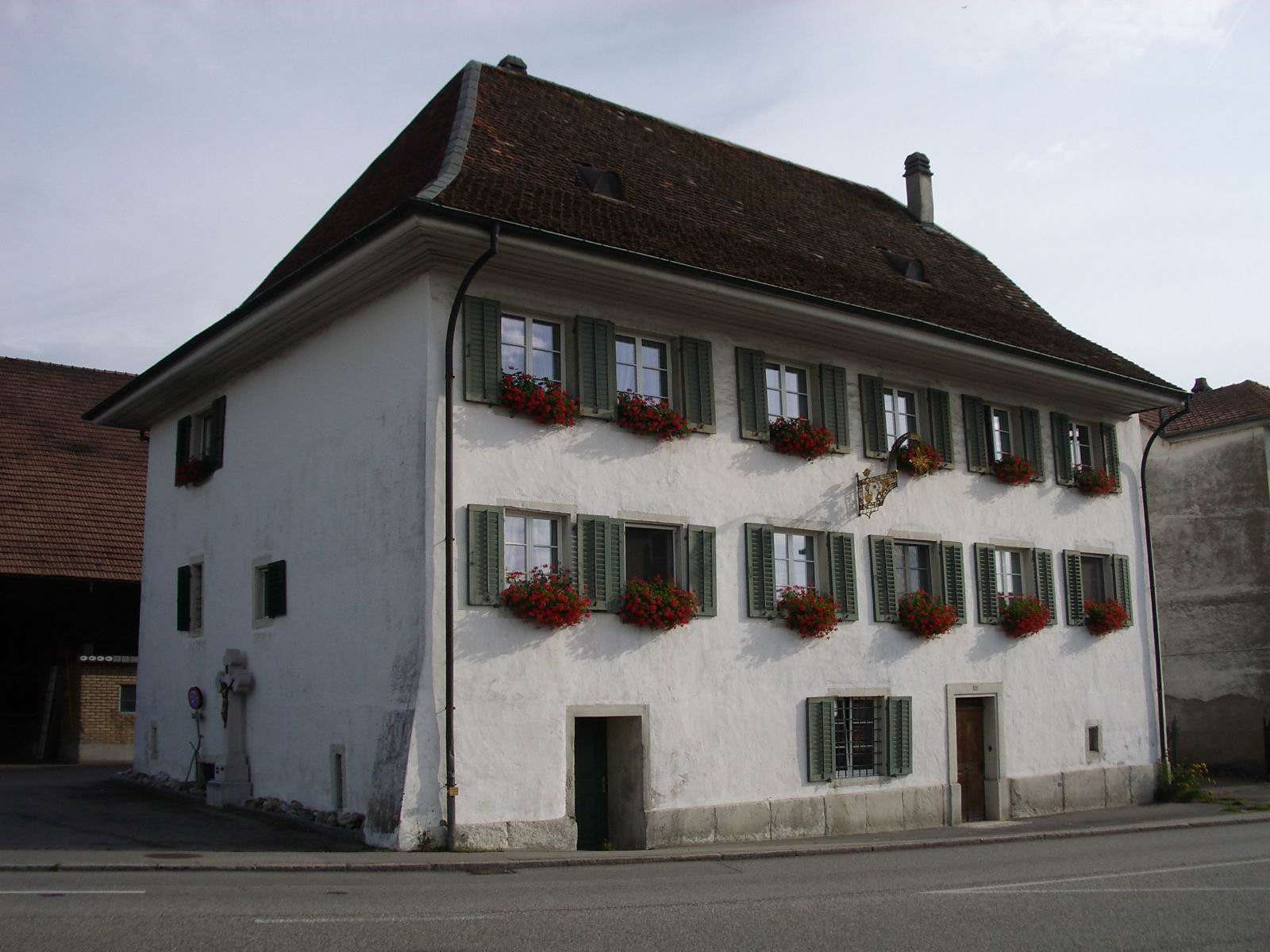
Ehemaliger Gasthof Sonne, erbaut 1586

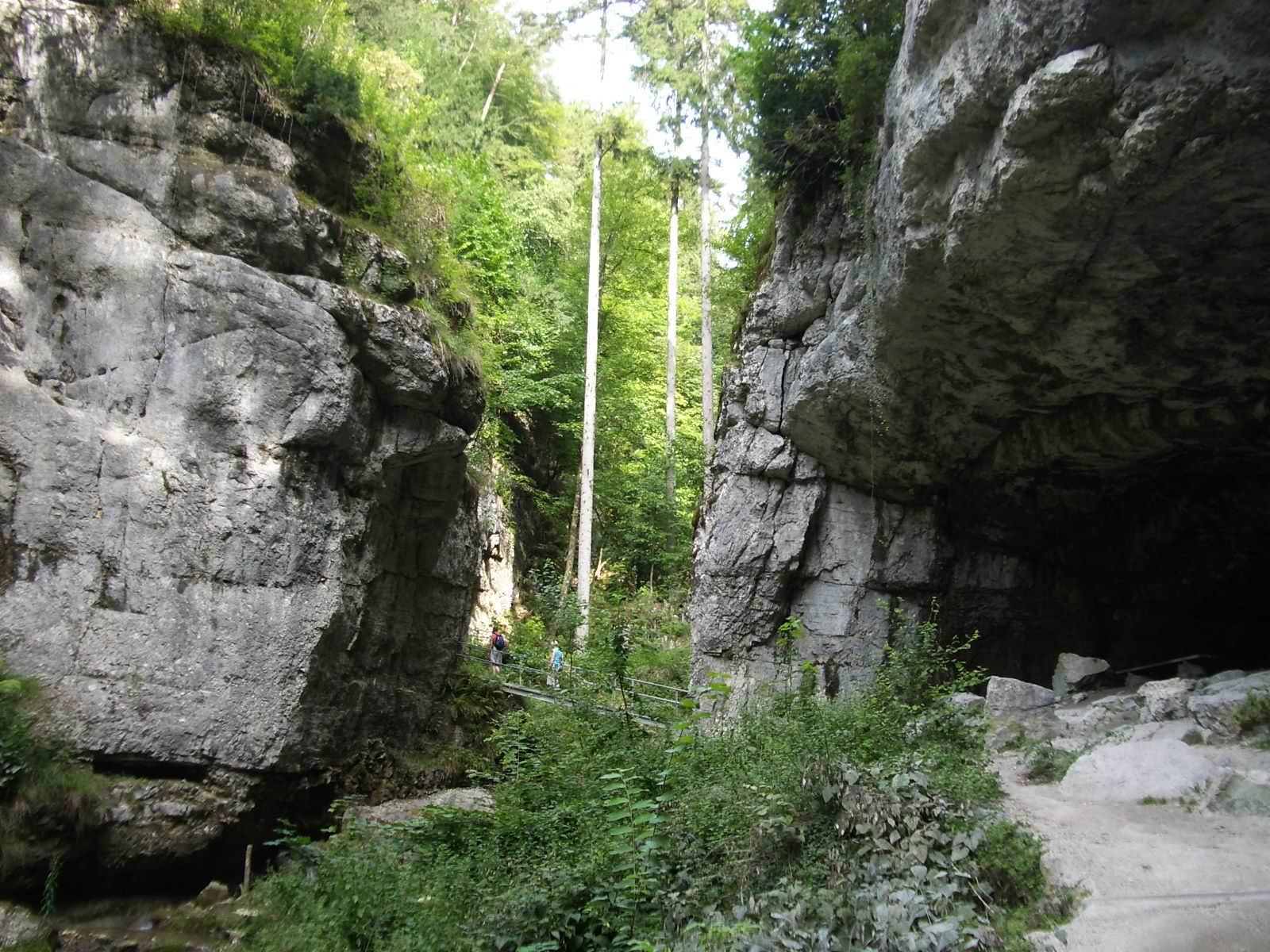
Tüfelsschlucht

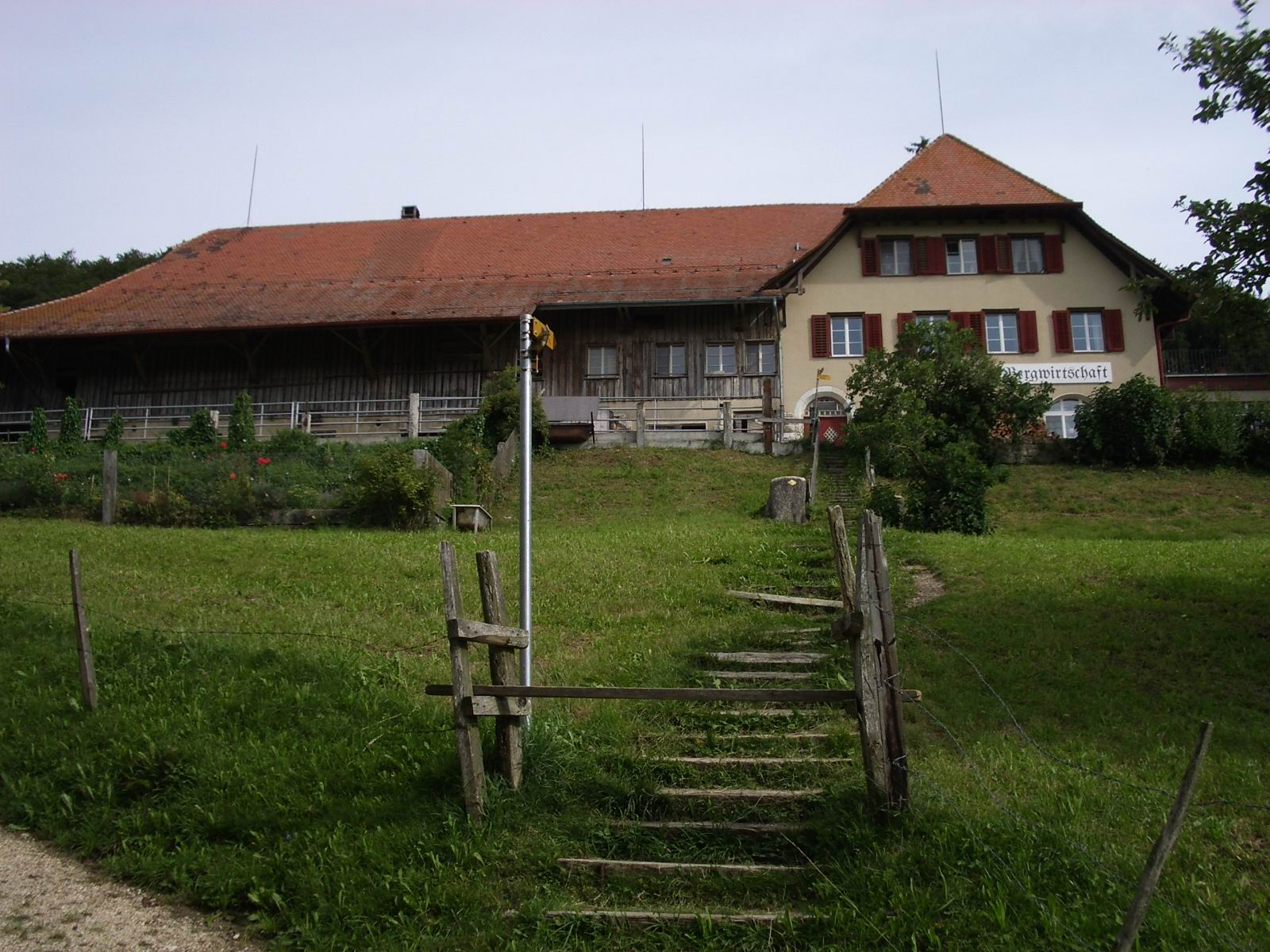
Bergwirtschaft Allerheiligenberg

## Wirtschaft
Hägendorf war bis weit ins 20. Jahrhundert hinein eine vorwiegend durch die Landwirtschaft geprägte Gemeinde. Heute haben der Ackerbau, der Obstbau, die Viehzucht und die Forstwirtschaft nur noch einen geringen Stellenwert in der Erwerbsstruktur der Bevölkerung.
Zahlreiche weitere Arbeitsplätze (insgesamt rund 2100) sind im Gewerbe und vor allem im Dienstleistungssektor vorhanden. Aufgrund der hervorragenden Verkehrsanbindung haben sich auf dem Gebiet von Hägendorf seit den 1960er Jahren grössere Gewerbe- und Industriezonen sowohl westlich wie auch östlich des Dorfes entwickelt. In der Gemeinde sind Betriebe des Bau- und Transportgewerbes, des Druckerei- und Verlagswesens (z. B. das Schweizer Buchzentrum), der chemischen und pharmazeutischen Industrie, der Elektrobranche, des Gartenbaus, des Detailhandels, der Informationstechnologie, des Metall- und Maschinenbaus, Schreinereien und mechanische Werkstätten vertreten. Hägendorf weist damit einen Zupendlerüberschuss aus, hat sich aber in den letzten Jahrzehnten dank seiner attraktiven Lage auch zu einer Wohngemeinde entwickelt, von der viele Erwerbstätige nach Olten und in die umliegenden Regionen zur Arbeit pendeln.

## Verkehr
Die Gemeinde ist verkehrstechnisch sehr gut erschlossen. Sie liegt an der Hauptstrasse 5 von Olten via Oensingen nach Solothurn. Der nächste Anschluss an das schweizerische Autobahnnetz befindet sich rund 4 km vom Ortskern entfernt. Das Gemeindegebiet wird von der Autobahn A2 (Basel-Luzern) mit der Belchen-Südrampe und dem Viadukt über die Teufelsschlucht durchquert; auch das Südportal des Belchentunnels befindet sich auf dem Gebiet. Über den Anschluss Egerkingen ist auch die A1 (Bern-Zürich) leicht zu erreichen.
Am 4. Dezember 1876 wurde die Bahnstrecke Olten–Solothurn mit einem Bahnhof in Hägendorf in Betrieb genommen. Für die Feinverteilung im öffentlichen Verkehr sorgen die Buslinien des BOGG (Busbetrieb Olten Gösgen Gäu), welche die Strecken von Olten via Hägendorf nach Kappel respektive nach Egerkingen, nach Kestenholz und zur Höhenklinik Allerheiligenberg bedienen.

## Geschichte
Die Gegend um Hägendorf war schon in der Jungsteinzeit bewohnt. Zudem finden sich Spuren einer römischen Besiedlung. Im 7. Jahrhundert erfolgte die Einwanderung der Alemannen. Hägendorf wird 1036 in einer vom Grafen Ulrich I. von Lenzburg ausgestellten Urkunde erstmals unter dem Namen Hagendorf erwähnt. Später erschienen die Bezeichnungen Hagenthorf (1098), Haegindorf (1102), Hegindorf (1201) und Hegendorf (1226). Der Ortsname geht vermutlich auf den althochdeutschen Personennamen Hagano zurück und bedeutet demnach Dorf des Hagano.
Seit dem Mittelalter war Hägendorf Teil des von den Grafen von Frohburg verwalteten Buchsgaus und gehörte darin zur Herrschaft Fridau. Es teilte deren Schicksal und kam 1463 unter die alleinige Verwaltung von Solothurn, wobei es der Vogtei Bechburg zugeordnet wurde. Nach dem Zusammenbruch des Ancien Régime (1798) gehörte Hägendorf während der Helvetik zum Verwaltungsbezirk Solothurn und ab 1803 zum Bezirk Olten.
Das Bevölkerungswachstum und die Armut zwangen im 19. Jahrhundert viele Bewohner zur Auswanderung nach Amerika. Mit der Industrialisierung Oltens verbesserte sich die Situation. Seit den 1960er Jahren wuchs Hägendorf stark, was hauptsächlich durch den Bau der Autobahn begünstigt wurde.
Hägendorf bekam schweizweit Aufmerksamkeit, als der Schweizer Serienmörder Werner Ferrari am 26. August 1989 die damals neunjährige Fabienne Imhof ermordete. Nach diesem Mord konnte man Ferrari aufgrund einer Zeugin eindeutig einer Straftat zuordnen und ihn somit, gestützt auf Beweisen, fassen.

## Sehenswürdigkeiten
Wahrscheinlich bestand schon vor dem Jahr 1000 eine Kirche in Hägendorf. Die heutige Kirche Sankt Gervasius und Protasius, eine geräumige Hallenkirche, wurde 1862 im Stil der Neugotik an der Stelle eines spätgotischen Vorgängerbaus errichtet und 1961 umgebaut. Die 1905 erbaute Santelkapelle oberhalb der Autobahn A2 befindet sich seit einer Grenzbereinigung auf Egerkinger Gemeindeboden. Beliebte Ausflugsziele auf Hägendorfer Boden sind die Tüfelsschlucht, die auf einem Wanderweg begangen werden kann, das Restaurant auf dem Allerheiligenberg und die Aussichtskanzel der Belchenflue.

## Bilder

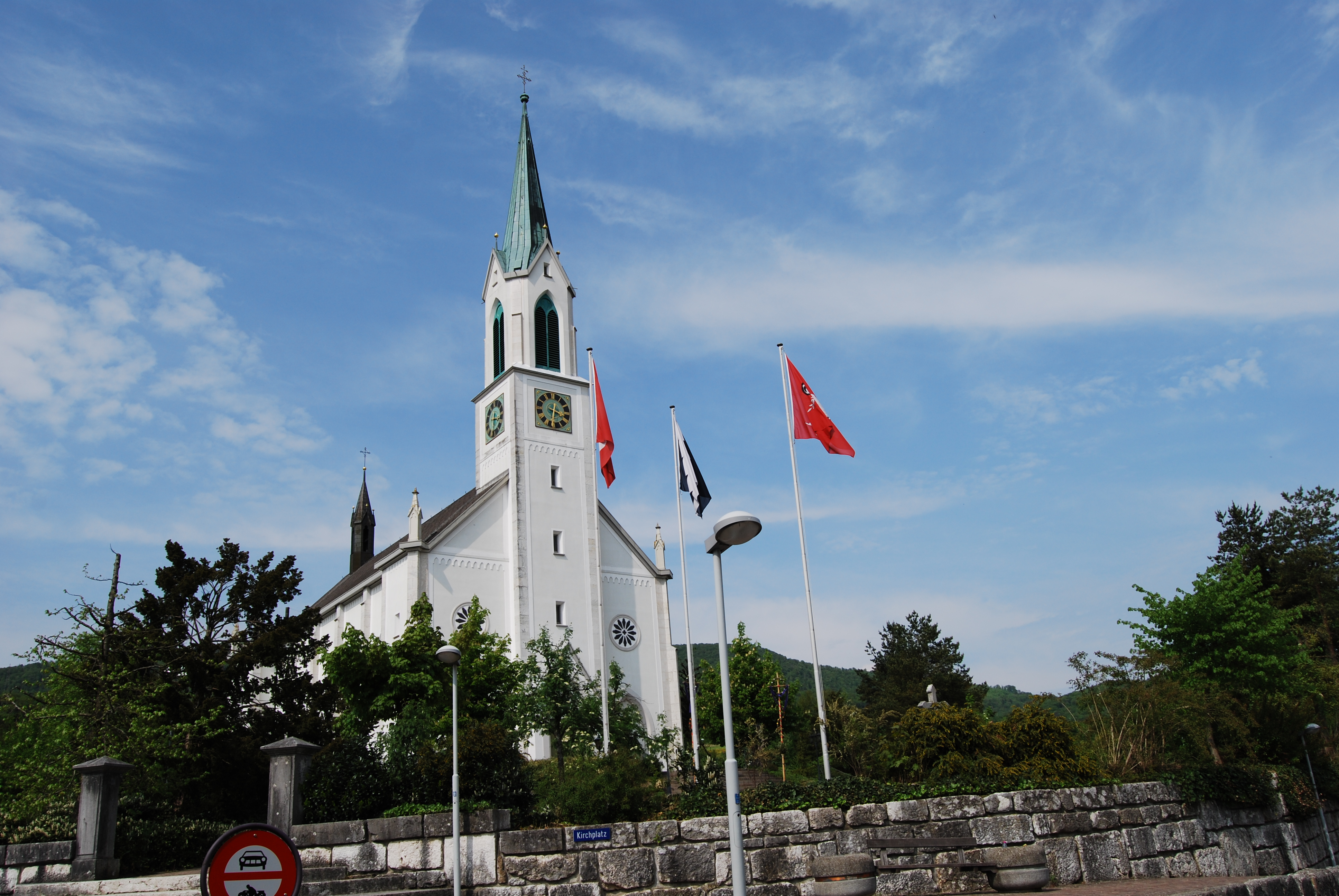
Katholische Kirche Sankt Gervasius und Protasius
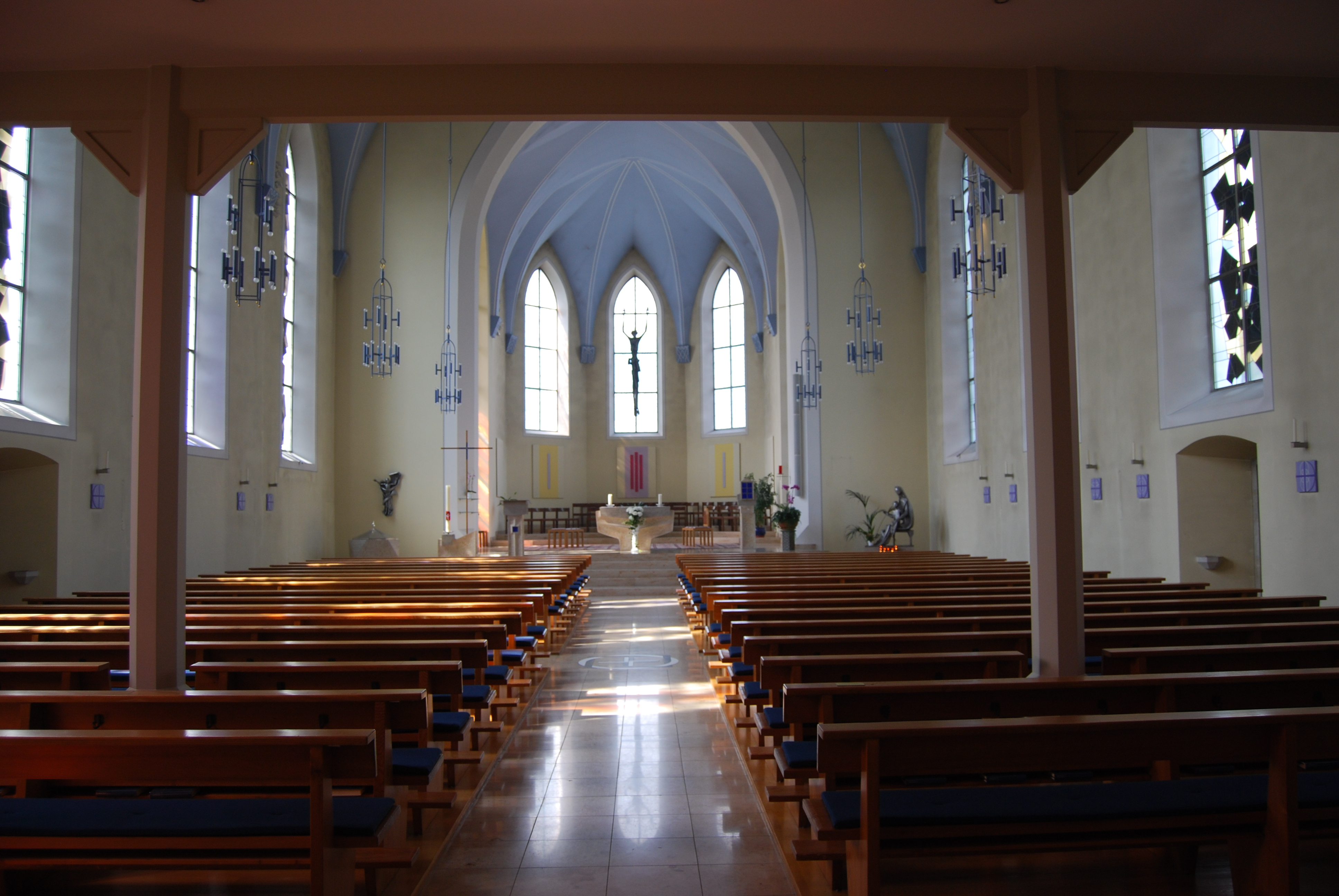
Innenansicht der Kirche
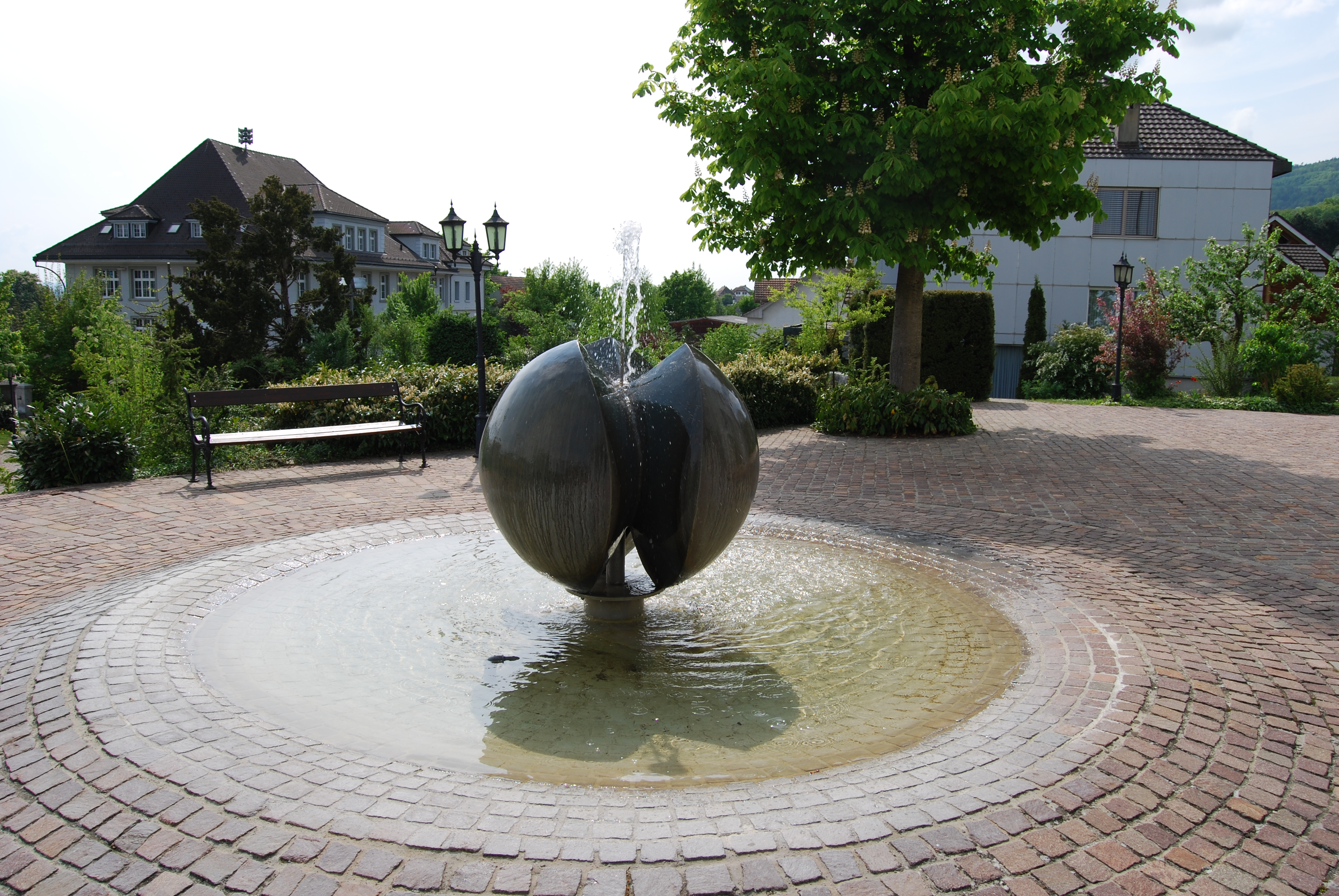
Brunnen vor der Kirche
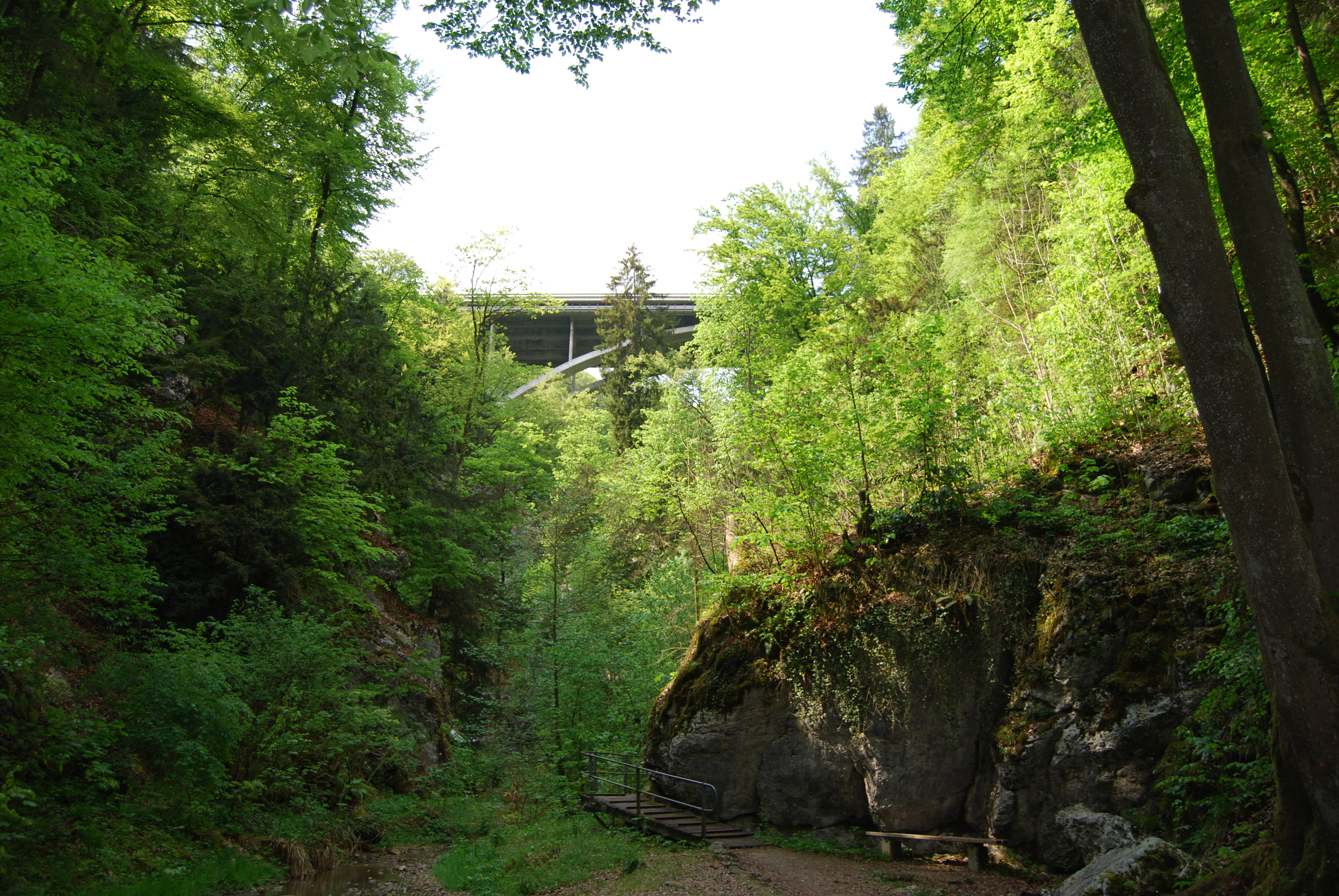
Viadukt der A2 über die Teufelsschlucht
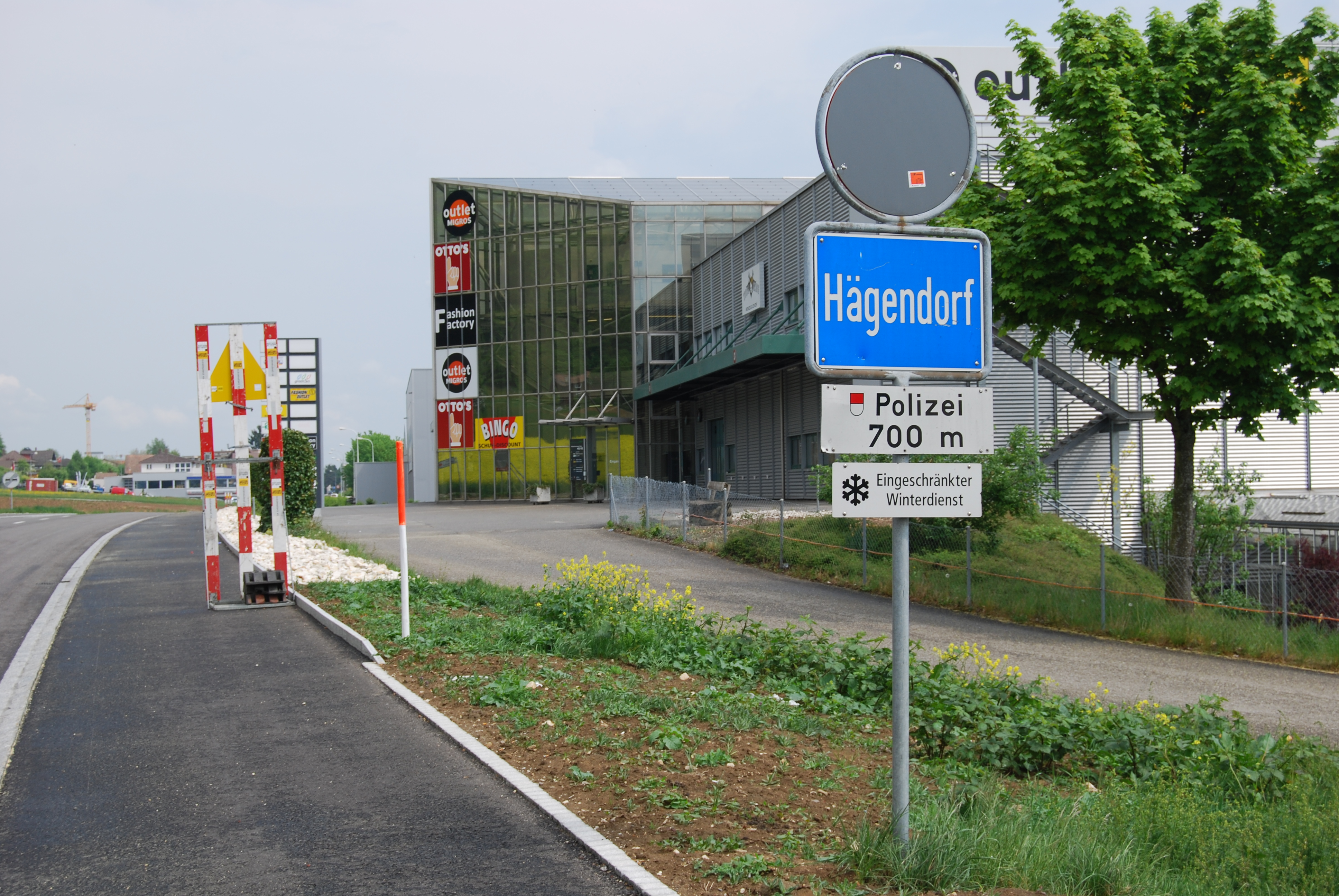
Industrieviertel Im Bifang

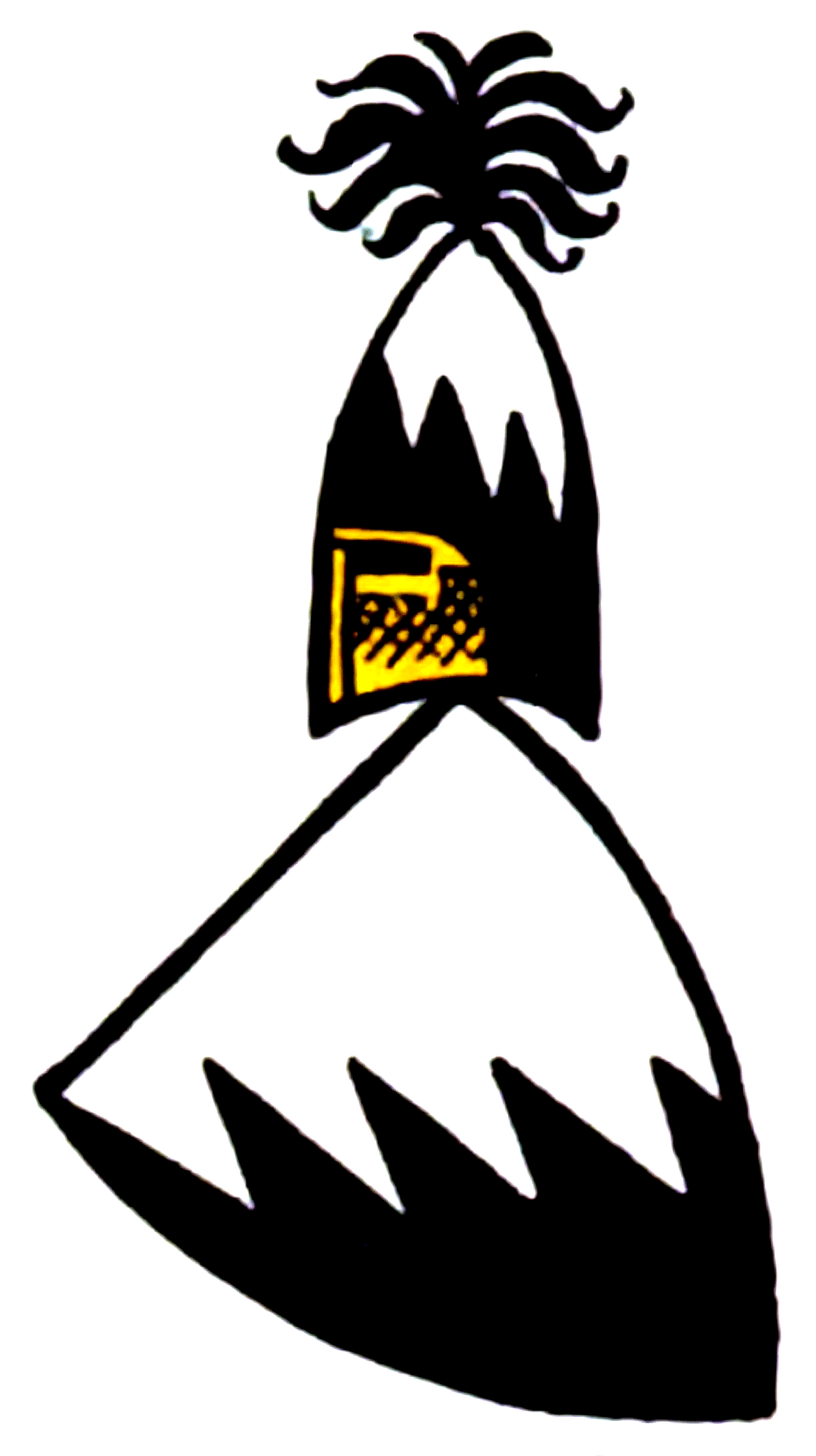
Wappen der Herren von Hägendorf, Zürcher Wappenrolle, ca. 1340

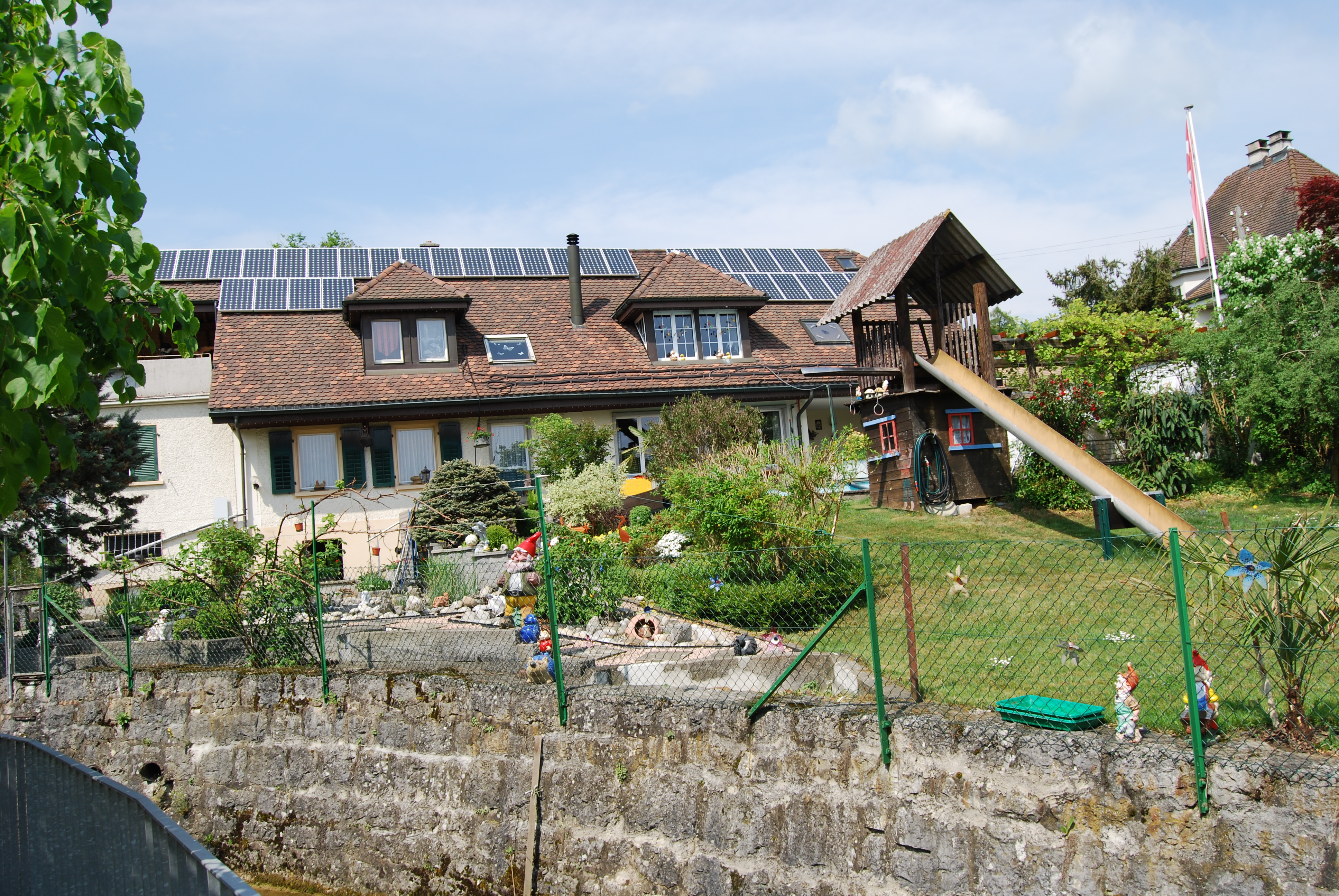
Wohnhaus mit Solarzellen

## Wappen
Blasonierung
Durch Spitzenschnitt (4 1/2) schrägrechts geteilt von Weiss und Schwarz
Die Bedeutung des Gemeindewappens geht auf das heraldische Symbol eines niederen Adelsgeschlechts von Hägendorf zurück. Die "edlen von Hägendorf" waren frohburgische Dienstmannen, daher auch die heraldische Ähnlichkeit zum Wappen der Frohburger. Der Spitzenschnitt mit 5 Zacken soll auch den lokalen Jurahöhenzug mit Belchen, Gwidemflue, Drahtzieher, Burgerrain und Eggberg symbolisieren, daher ausdrücklich Weiß anstatt Silber.

## Persönlichkeiten
- Josef Anton Glutz (1844–1899), Unternehmer und Politiker